# Máiréad Nesbitt
Máiréad Nesbitt (/ˈmɔːreɪd/ MOR-ayd, tiếng Ireland: [ˈmˠaːɾʲeːd̪ˠ])  là một nghệ sĩ  Người Ireland trình diễn violin theo thể loại "Nhạc cổ điển" và nhạc Celtic. Cô hiện đang là người kéo đàn cho nhóm hát Celtic Woman.